# ITF Croissy-Beaubourg
Das ITF Croissy-Beaubourg (offiziell: Engie Open de Seine-et-Marne) ist ein Tennisturnier des ITF Women’s Circuit, das in Croissy-Beaubourg, Frankreich ausgetragen wird.

## Siegerliste

### Einzel
| Jahr                   | Siegerin                         | Finalgegnerin                    | Ergebnis                         |
| ---------------------- | -------------------------------- | -------------------------------- | -------------------------------- |
| ↓ Kategorie: $50.000 ↓ |                                  |                                  |                                  |
| 2013                   | Anne Keothavong                  | Sandra Záhlavová                 | 7:63, 6:3                        |
| 2014                   | Claire Feuerstein                | Renata Voráčová                  | 6:3, 4:6, 6:4                    |
| 2015                   | Margarita Gasparjan              | Mathilde Johansson               | 6:3, 6:4                         |
| 2016                   | Ivana Jorović                    | Pauline Parmentier               | 6:1, 4:6, 6:4                    |
| ↓ Kategorie: $60.000 ↓ |                                  |                                  |                                  |
| 2017                   | Jekaterina Alexandrowa           | Richèl Hogenkamp                 | 6:2, 6:73, 6:3                   |
| 2018                   | Anna Blinkova                    | Karolína Muchová                 | kampflos                         |
| 2019                   | Witalija Djatschenko             | Robin Anderson                   | 6:2, 6:3                         |
| 2020-2021              | wegen Covid-19-Pandemie abgesagt | wegen Covid-19-Pandemie abgesagt | wegen Covid-19-Pandemie abgesagt |
| 2022                   | Linda Nosková                    | Léolia Jeanjean                  | 6:3, 6:4                         |
| 2023                   | Jodie Burrage                    | Lucia Bronzetti                  | 3:6, 6:4, 6:0                    |
| ↓ Kategorie: W75 ↓     |                                  |                                  |                                  |
| 2024                   | Yuriko Miyazaki                  | Mona Barthel                     | 6:4, 7:5                         |

### Doppel
| Jahr                   | Siegerinnen                             | Finalgegnerinnen                    | Ergebnis                         |
| ---------------------- | --------------------------------------- | ----------------------------------- | -------------------------------- |
| ↓ Kategorie: $50.000 ↓ |                                         |                                     |                                  |
| 2013                   | Anna-Lena Friedsam Alison Van Uytvanck  | Stéphanie Foretz Gacon Eva Hrdinová | 6:3, 6:4                         |
| 2014                   | Margarita Gasparjan Ljudmyla Kitschenok | Kristina Barrois Eleni Daniilidou   | 6:2, 6:4                         |
| 2015                   | Jocelyn Rae Anna Smith                  | Julie Coin Mathilde Johansson       | 7:65, 7:62                       |
| 2016                   | Jocelyn Rae Anna Smith                  | Lenka Kunčíková Karolína Stuchlá    | 6:4, 6:1                         |
| ↓ Kategorie: $60.000 ↓ |                                         |                                     |                                  |
| 2017                   | Wera Lapko Polina Monowa                | Manon Arcangioli Magdalena Fręch    | 6:3, 6:4                         |
| 2018                   | Anna Kalinskaja Viktória Kužmová        | Petra Krejsová Jesika Malečková     | 7:65, 6:1                        |
| 2019                   | Harriet Dart Lesley Kerkhove            | Sarah Beth Grey Eden Silva          | 6:3, 6:2                         |
| 2020-2021              | wegen Covid-19-Pandemie abgesagt        | wegen Covid-19-Pandemie abgesagt    | wegen Covid-19-Pandemie abgesagt |
| 2022                   | Isabelle Haverlag Justina Mikulskytė    | Sofja Lansere Oxana Selechmetjewa   | 6:4, 6:2                         |
| 2023                   | Greet Minnen Yanina Wickmayer           | Jodie Burrage Berfu Cengiz          | 6:4, 6:4                         |
| ↓ Kategorie: W75 ↓     |                                         |                                     |                                  |
| 2024                   | Estelle Cascino Alexandra Eala          | Maia Lumsden Jessika Ponchet        | 7:5, 7:64                        |

## Quelle
- ITF Homepage